# Дебитна карта
Дебитната карта е вид разплащателно средство за покупка на стоки, услуги и др. Дебитната карта също може да се използва и за получаване на пари като изплащане на заплати например. При покупки, за разлика от кредитната карта, сумата за покупката не се изважда от лимита отпуснат от кредитната компания или банката, а директно от банковата сметка или друга предплатена сметка на картодържателя.
Дебитната карта може да се издава в няколко екземпляра, ако картодържателят поиска.